# العصر المحوري

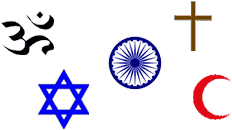

العصر المحوري (بالإنجليزية: Axial Age)‏ هو مصطلح يتعلق بتاريخ الفلسفة والأديان، قام بصياغته الفيلسوف الألماني كارل ياسبرس بعد «فيكتور فون» (1859) و«إرنست فون لاسولكس» (1870)، للإشارة إلى الفترة التاريخية القديمة الممتدة من القرن الثامن إلى القرن الثالث قبل الميلاد.
وفقا لمفهوم جاسبرز، فقد ظهرت خلال هذه الحقبة ببلاد فارس، الهند، الصين والعالم اليوناني الروماني طرق جديد للتفكير في الدين والفلسفة، مع تطور متوازي لافت للنظر، دون أي اتصال ثقافي مباشر واضح بين جميع الثقافات الأوراسية المشاركة.
أدخل جاسبرز هذا المفهوم في كتابه «أصل وهدف التاريخ» (Vom Ursprung und Ziel der Geschichte )، الذي نشر في سنة 1949. حيث ادعى جاسبرز أنه ينبغي النظر إلى العصر المحوري باعتباره حقيقة تجريبية موضوعية للتاريخ، بغض النظر عن الاعتبارات الدينية. وحدد عددا من المفكرين الرئيسيين على أنهم كان لهم تأثير عميق على الفلسفات والأديان المستقبلية، كما قام أيضا بتحديد الخصائص المشتركة لكل مجال من تلك المجالات التي ظهر منها هؤلاء المفكرون. اعتبر جاسبرز هذا العصر فريدا، بحيث يمكن مقارنة بقية تاريخ الفكر البشري به. نهج جاسبرز لثقافة منتصف الألفية الأولى قبل الميلاد، تم اعتهاده من قبل علماء وأكاديميين آخرين، وأصبح نقطة للنقاش في تاريخ الدين.

## الخصائص
قدم جاسبرز أول مخطط له في العصر المحوري من خلال سلسلة من الأمثلة:
خلال قرون قليلة وفي وقت واحد تقريبا في كل من الصين والهند وكذا الغرب، ظهرت وتطورت العديد الأفكار بفضل مفكرين وفلاسفة بارزين عاصرو ما أطلق عليه جاسبرز اسم «العصر المحوري».
وصف جاسبرز العصر المحوري على أنه بمثابة فترة بين عمرين تشكل وقفة للحرية، لالتقاط نفس عميق يجلب وعيا أكثر وضوحا.
كان لجاسبرز اهتماما خاصا بأوجه التشابه في الظروف والفكر عندما يتعلق الأمر بهذه النماذج التي طبعت العصر المحوري. شملت أوجه التشابه، المشاركة في السعي إلى المعنى الإنساني،  وظهور نخبة جديدة من الزعماء الدينيين والمفكرين في الصين والهند والغرب.
يؤكد جاسبرز أن السمات ظهرت في ظروف سياسية مماثلة، حيث ضمت كل من الصين والهند والغرب عددا من الدول الصغيرة التي دخلت في صراعات داخلية وخارجية. لتكون بذلك العديد من الثقافات التي ميزت العمر المحوري عبارة عن مجتمعات من الجيل الثاني، نظرا لكونها بنيت على مجتمعات سبقتها.
/ref>

## المفكرين والحركات
بارفاناثا
وماهافيرا، المعروفون باسم سادة (fordmakers) الجاينية عاشوا خلال هذا العصر. حيث دعوا إلى الديانة السمنية، وأثروا على الفلسفة الهندية من خلال نشر مبادئ أهيمسا (اللا عنف)، كرما، سامسارا والزهد.
البوذية، التي تندرج هي الأخرى ضمن تقاليد سرامانا الهندية، والتي هي واحدة من الفلسفات الأكثر تأثيرا في العالم، قام بتأسيسها سيدهارتا غوتاما أو بوذا، الذي عاش خلال هذه الفترة؛ ساعد في انتشارها الإمبراطور أشوكا، الذي عاش في وقت متأخر من هذه الحقبة.
في الصين، كانت مدارس الفكر المائة في خلاف، وبحلول هذه الحقبة نشأت الكونفشيوسية والطاوية، في هذا المجال لا يزال لكلتا الفلسفتين تأثير عميق على الحياة الاجتماعية والدينية للمجتمع الصيني.
الزرادشتية، التي تصنف على انها واحدة من الديانات التوحيدية الأولى،  تعتبر مثالا آخر لمفهوم العصر المحوري الذي جاء به جاسبرز. بالرغم من أن التاريخ الدقيق لحياة زرادشت (مؤسسها) يعد محط نقاش بين العلماء، مثل ماري بويس، التي ترى أن الزرادشتية نفسها هي أكبر عمرا بكثير.
البعض الآخر، مثل «ويليام دبليو مالاندرا» و «أرسي زاينر»، يشير إلى أن زرادشت قد يكون قد عاصر فترة حكم «كورش» (أحد ملوك فارس) في وقت مبكر حوالي 600 قبل الميلاد.
قام العديد من العلماء البارزين من بينهم بويس، الذين كانوا قد أيدوا من قبل الكثير من التواريخ التي يعتقد أنها صادفت زرادشت بتغيير موقفهم، بحيث أصبح هناك توافقا في الآراء الناشئة على أن زرادشت كان معاصرا أو شبه معاصر لفترة حكم الملك الفارسي كورش الكبير (Cyrus the Great).
شملت التحولات المحورية لجاسبرز انبعاث الفلسفة الأفلاطونية، التي تأسست خلال هذه الحقبة وأصبح لها في وقت لاحق تأثير كبير على العالم الغربي من خلال المسيحية والفكر العلماني خلال العصور الوسطى وعصر النهضة.